# 窪田健一 (実業家)
窪田 健一（くぼた けんいち、1970年8月18日 - ）は、大戸屋ホールディングス代表取締役社長や、その子会社の大戸屋代表取締役会長兼社長を務めた。

## 人物・来歴
埼玉県出身。1993年、東洋大学法学部法律学科を卒業し、ライフコーポレーションへ入社。
1996年に母方の従兄の三森久実（のちの大戸屋ホールディングス代表取締役会長）が経営する大戸屋に入社。2007年、大戸屋取締役。2011年、大戸屋代表取締役社長。2012年から大戸屋ホールディング代表取締役社長を務め、2015年から海外事業本部長を兼務するなど、アジアを中心とした海外での展開などにあたった。2017年、大戸屋代表取締役会長。2020年4月、大戸屋代表取締役社長に復帰し、大戸屋ホールディングス社長・大戸屋会長・社長を兼務した。しかし同年11月、筆頭株主である株式会社コロワイドによる経営陣刷新の株主提案が可決され、取締役職を解かれた。

## 経歴
以下は2015年および2020年の有価証券報告書の「役員の状況」を参考とした。
- 1993年（平成5年）
  - 4月：ライフコーポレーション入社
- 1996年（平成8年）
  - 10月：大戸屋入社
- 2000年（平成12年）
  - 4月：同社 第四事業部長
- 2007年（平成19年）
  - 6月：同社 取締役FC事業部長兼FC営業部長
- 2010年（平成22年）
  - 6月：同社 取締役FC事業部長
- 2011年（平成23年）
  - 6月：同社 常務取締役国内事業本部長
  - 7月：同社 代表取締役社長
- 2012年（平成24年）
  - 4月：大戸屋ホールディングス 代表取締役社長兼国内事業本部長
- 2013年（平成25年）
  - 4月：大戸屋ホールディングス 代表取締役社長
- 2017年（平成29年）
  - 6月：大戸屋代表取締役会長
- 2020年（令和2年）
  - 4月：同社代表取締役会長兼社長
  - 11月：同職を解任